# Polyblastus belokobylskii
Polyblastus belokobylskii är en stekelart som beskrevs av Dmitriy R. Kasparyan 1999. Polyblastus belokobylskii ingår i släktet Polyblastus och familjen brokparasitsteklar. Inga underarter finns listade i Catalogue of Life.